# Iskra Mijalić
Iskra Mijalić (ur. 4 lutego 1983 w Zagrzebiu) – chorwacka siatkarka, reprezentantka kraju. Gra na pozycji przyjmującej. Największe sukcesy odnosiła z Volley Bergamo.

## Kariera
- Metodo Minetti Vicenza 2001–2002
- Volley Bergamo 2004–2005
- Esperia Cremona 2005–2006

## Sukcesy
- Superpuchar Włoch 2001
- Superpuchar Włoch 2004
- Liga Mistrzyń 2005